# Abdoul-Gafar Mamah
Abdoul-Gafar Mamah est un footballeur international togolais né le 24 août 1985 à Lomé. Il évolue actuellement au FC Dacia Chișinău au poste de défenseur.

## Biographie
Il a participé à la CAN 2002 et 2006 avec l'équipe nationale du Togo. Latéral droit offensif, il excelle dans les montées sur son côté de prédilection. Formé au Togo, il a évolué au sein du club du Gomido FC, puis au Football Canon 105 de Libreville avant de rejoindre la Moldavie en signant au FC Sheriff Tiraspol. En 2010, il s'engage au FK Alania Vladikavkaz puis en 2011, il revient en Moldavie en signant en faveur du FC Dacia Chișinău.

## Carrière
- 2001-2004 :  Gomido de Kpalimé
- 2004-2005 :  FC 105 Libreville
- 2005-2010 :  Sheriff Tiraspol
- 2010 :  Alania Vladikavkaz
- 2010-2017 :  Dacia Chișinău
- 2018-2021 :  FK Ventspils

## Palmarès
- Coupe du Gabon :
  - Vainqueur: 2004.
- Championnat de Moldavie :
  - Champion: 2006, 2007, 2008, 2009, 2010, 2011.
- Coupe de Moldavie :
  - Vainqueur: 2006, 2008, 2009, 2010.
- Supercoupe de Moldavie :
  - Vainqueur: 2007, 2011.